# Berufsförderungswerk Hamm

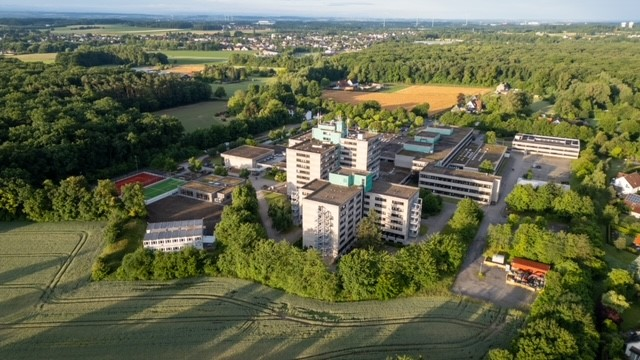
Berufsförderungswerk Hamm

Die Berufsförderungswerk-Hamm GmbH bietet unter Trägerschaft der Josefs-Gesellschaft und der Katholischen Arbeitnehmer-Bewegung Maßnahmen zur Teilhabe am Arbeitsleben für Erwachsene, die sich aus gesundheitlichen Gründen für eine neue Berufstätigkeit qualifizieren.
Das Ausbildungsangebot umfasst rund 17 anerkannte Ausbildungsberufe aus dem kaufmännischen, informations- und telekommunikationstechnischen, elektro- und metalltechnischen Bereich und dem Gesundheitswesen. Zusätzlich werden verschiedene Qualifizierungs-, Anpassungs- und Aufschulungsmaßnahmen durchgeführt. Dabei bietet das Berufsförderungswerk Hamm didaktische Leistungen fachtheoretischer, allgemeinbildender und praktischer Ausrichtung sowie umfassende medizinische, psychologische und sozialpädagogische Beratung und Betreuung.
Die Wiedereingliederung der Rehabilitanden/-innen wird durch gezielte Berufsfindung, Vorförderung und intensive Nachsorge unterstützt.
Zusätzlich sind die Westfälische Pflegeschule Hamm und die Gesundheitsschule Hamm Teil der Berufsförderungswerk Hamm GmbH. Mit dem Angebot www.beat-nrw.de als Anderer Leistungsanbieter gemäß § 60 Sozialgesetzbuch IX wird auch eine Alternative zu den Werkstätten für behinderte Menschen angeboten.
Die BFW Hamm GmbH ist auch Hauptträger der Integrationsfachdienste in der Stadt Hamm sowie im Kreis Unna.
Eine eigene zugelassene Podologiepraxis in den Räumlichkeiten der Berufsförderungswerk Hamm GmbH erweitert das Angebot um podologische Behandlungen.
Seit 2024 ist das BFW Hamm auch als VCH-Gäste- und Tagungshaus zugelassen und bietet Gästezimmer sowie Tagungsräumlichkeiten an.

## Belege
1. ↑  Westfälische Pflegeschule Hamm
2. ↑  Gesundheitsschule Hamm
3. ↑  www.beat-nrw.de
4. ↑  Integrationsfachdienste in der Stadt Hamm
5. ↑  ifd-unna.de
6. ↑  VCH-Gäste- und Tagungshaus

Koordinaten: 51° 39′ 58,8″ N, 7° 51′ 12,8″ O